# Albori 1979-83
Albori 1979-83 è un album antologico del 1997 dei Diaframma.

## Tracce

### Edizione 1997
1. Pioggia - 4:28
2. Illusione ottica - 3:26
3. Circuito chiuso - 4:22
4. Effetto notte - 4:31
5. Pop art - 5:53
6. Xaviera Hollander - 5:48
7. Altrove - 5:05
8. Ceremony - 4:35
9. Saudade - 5:10
10. Disagio - 3:45
11. Nevrosi - 5:00
12. Banana moon - 3:28
13. Funk - 1:52
14. London lady - 2:14
15. Ragazzo vuoto - 2:58
16. Idillio high-life - 4:19
17. Insonnia - 2:35
18. --- - 3:28

### Edizione 2006[2]
- Cd

1. Pioggia - 4:28
2. Illusione ottica - 3:26
3. Circuito chiuso - 4:22
4. Effetto notte - 4:31
5. Pop art - 5:53
6. Xaviera Hollander - 5:48
7. Altrove - 5:05
8. Ceremony - 4:35
9. Saudade - 5:10
10. Disagio - 3:45
11. Nevrosi - 5:00
12. Banana moon - 3:28
13. Funk - 1:52
14. Specchi d'acqua - 4:30
15. Sdoppiamento - 5:13
16. In una finestra nera - 5:49

- Dvd

1. Altrove - Videoclip. Regia di Tony Verità, 1983
2. Live a Ferrara - Sala Baldini, 17-09-1983 Xaviera Hollander, Effetto notte, Pop art
3. Reunion - Auditorium Flog, 31-01-1993 Ceremony, Illusione ottica, Siberia
4. Live a Dicomano (FI) - Samantha, 17-12-1983 - Esordio di Miro Sassolini alla voce Altrove, Xaviera Hollander, Effetto notte, Impronte, Pop art, Neogrigio, Illusione ottica, Pioggia, Siberia

## Formazione
- Nicola Vannini - voce
- Federico Fiumani - voce, chitarra
- Leandro Cicchi - basso
- Salvatore Susini - basso
- Gianni Cicchi - batteria